# Poecilanthrax monticola
Poecilanthrax monticola är en tvåvingeart som beskrevs av Johnson 1957. Poecilanthrax monticola ingår i släktet Poecilanthrax och familjen svävflugor. Inga underarter finns listade i Catalogue of Life.